# 韦拉摩

派耶特海梅区盾徽上的韦拉摩形象

韦拉摩（芬蘭語：Vellamo）是芬兰神话中湖泊海洋等水中的女神。
韦拉摩据信是非常高大和美丽，备受渔民们的崇拜，渔民向她祈求打渔的好运气。韦拉摩也能控制风向来帮助水手，她也掌管风暴和波浪。韦拉摩有一些住在水底的神牛。有时在清晨露水的时候，她会赶着牛群到水面上来吃水草。韦拉摩穿着由泡沫海浪制成的蓝色衣服。
韦拉摩芬兰语原名来自芬兰语动词，意为“水面和波浪晃动”。韦拉摩的丈夫是芬兰神话中的水神阿赫蒂（或称阿赫托）。
在派耶特海梅区的盾徽上有韦拉摩的画像及一只大杜鹃。
韦拉莫（Vellamo）也是芬兰女性的前名。

## 备注
在孙用的中文《卡勒瓦拉》译本（1985年）里，译为“韦拉摩”。在《世界人名翻译大辞典》里译为“韦拉莫”。